# 國家領導人
国家领导人是在国家组织中掌有最高权威的人，具体可以指：
- 国家元首，为国家的代表和象征
- 政府首脑，为政府的领导人